# Фащівська селищна рада (Перевальський район)
| Фащівська селищна рада — орган місцевого самоврядування у Перевальському районі Луганської області з адміністративним центром у смт Фащівка. Селищній раді підпорядковані населені пункти: - смт Фащівка |

## Склад ради
Рада складається з 24 депутатів та голови.

### Керівний склад ради
| ПІБ                           | Основні відомості                                                                       | Дата обрання | Дата звільнення |
| ----------------------------- | --------------------------------------------------------------------------------------- | ------------ | --------------- |
| Бондаренко Віталій Михайлович | Сільський голова, 1970 року народження, освіта середня спеціальна, член Партії регіонів | 31.10.2010   |                 |

Примітка: таблиця складена за даними джерела